# جایزه پانوفسکی
جایزه پانوفسکی در فیزیکِ ذراتِ آزمایشگاهی جایزه‌ای به مبلغ ۱۰،۰۰۰ دلار است که هر سال به خاطر دستاوردهای برجسته در فیزیکِ ذراتِ آزمایشگاهی داده می‌شود. این جایزه به هر شخصی از هر کشور می‌تواند اعطا شود. جایزه پانوفسکی در سال ۱۹۸۵ توسط دوستان ولفگانگ پانوفسکی، استاد بازنشسته دانشگاه استنفورد و نیز بخش ذرات و میدان‌ها در جامعه فیزیک آمریکا پایه‌گذاری گردید.

## دریافت کنندگان
- ۱۹۸۹:	هنری وی کندال, ریچارد ادوارد تایلور,  جروم ایزاک فریدمان
- ۱۹۹۲:	ریموند دیویس پسر و فردریک رینز
- ۲۰۰۲:	ماساتوشی کوشیبا، تاکاکی کاجیتا٬یوجی توتزوکا
- ۲۰۱۲: بیل آتوود
- ۲۰۱۳: بلاس کابررا ، برنارد سادولت